# De Zeven Dwergen
De Zeven Dwergen was een kraakpand en anarchistisch centrum in een voormalig medisch centrum van de Nationale Maatschappij der Belgische Spoorwegen (NMBS) te Hasselt in België. 
Het pand opende in februari 2004 en werd einde mei 2005 ontruimd aangezien het moest plaatsmaken voor een parking. Direct na de ontruiming volgde de sloop van het gebouw. 
De Zeven Dwergen organiseerde elke woensdag een veganistische volkskeuken (een maaltijd in ruil voor een vrije bijdrage naar de filosofie; ieder geeft naar eigen mogelijkheden). Voorts werden er benefieten (diverse optredens en party's), tentoonstellingen, theater, een kunstenfestival en informatieavonden zoals over het Anarchist Black Cross (ABC) georganiseerd en een café dat wekelijks geopend was. Het centrum beschikte over een weggeefwinkel, een infotheek en een gastenkamer. 
Mensen konden bij de Zeven Dwergen twee keer per week voedsel ophalen in de zogenaamde Vrije Markt, dat verkregen werd bij de marktkramers die het anders toch maar weggooiden. 
Een aantal krakers zette de activiteiten voort en zijn nu toe aan hun derde kraakpand in Hasselt waar weer een wekelijkse volkskeuken georganiseerd wordt.